# Agathirsia sericans
Agathirsia sericans är en stekelart som först beskrevs av John Obadiah Westwood 1882.  Agathirsia sericans ingår i släktet Agathirsia och familjen bracksteklar. Inga underarter finns listade i Catalogue of Life.